# إدارة الطاقة الفيدرالية
إدارة الطاقة الفيدرالية هي منظمة حكومية أمريكية أنشئت عام 1974 لمعالجة أزمة الطاقة في سبعينيات القرن العشرين، وتحديداً أزمة النفط عام 1973.

## نبذة
هي منظمة تم إنشائها لتفادي ازمة النفط مستقبلا وتم دمجها في عام 1977 مع وزارة الطاقة الأمريكية التي تم إنشاؤها حديثًا بنفس العام.